# Mette Groes
Mette Groes (født 9. juni 1937 på Frederiksberg, død 8. november 2014 i Gentofte) var en dansk socialdemokratisk politiker, socialrådgiver og lektor ved Aalborg Universitet.
Mette Groes var datter af FDB-direktør Ebbe Groes og politiker og minister Lis Groes. Efter studentereksamen fra Øregaard Gymnasium uddannede hun sig til bibliotekar og dernæst socialrådgiver. Efter uddannelsen var hun ansat på Mødrehjælpen og Bispebjerg Hospital, hvor hun var førende inden for sit fagområde. I 1971 var hun med til at oprette socialrådgiveruddannelsen på Aalborg Universitet og fra 1974 til 2002 var hun lektor på universitetet.
Groes var medlem af Dansk Socialrådgiverforenings hovedbestyrelsen 1966-70 og af Dansk Kvindesamfunds hovedbestyrelse 1966-73 og dets næstformand 1970-73. Hun var Sindslidendes Vel landsformand 1978-80. Groes udgav en række bøger, bl.a. Hustruvold (2001). Hun arbejdede i flere år på krisecenteret for kvinder i Nørresundby.
Politisk var Groes, ligesom sin mor, engageret i Socialdemokratiet. Hun var medlem af Folketinget 1977-1987, medlem af Europa-Parlamentet 1979-1980 og medlem af Aalborg Byråd 1974-1978 og 1989-1993.